# Jennifer Saunders
Jennifer Jane Saunders (Sleaford, Lincolnshire, 6 de Julho de 1958) é uma actriz, comediante e argumentista inglesa, vencedora dos prémios BAFTA e Emmy Internacional. É mais conhecida pelo seu papel como Edina Monsoon na série  Absolutamente Fabulosas e pela série de sketch comedy French and Saunders, ao lado de Dawn French.
Jennifer tem no seu currículo trabalhos no cinema e televisão como: Shrek 2 – dá voz à Fada Madrinha, Friends - série 4,23 e 24; série 5,1 e o filme Spiceworld.

## Filmografia

### Televisão
- The Comic Strip Presents… (1982–88, 1990–93, 1998–2000)
- The Young Ones (1982–1984)
- Happy Families (1985)
- Girls On Top (1985-1986)
- French and Saunders (1987-2007)
- Absolutely Fabulous (1992-2005)
- Friends (1998)- Andrea, madrasta de Emily, episódios "The One With Ross' Wedding"(1 e 2) e "The One After Ross Says Rachel"
- Let Them Eat Cake (1999)
- Mirrorball (2000) (episódio piloto com o elenco de Absolutely Fabulous)
- Jam & Jerusalem (2006-)
- The Life and Times of Vivienne Vyle (2007-)

### Cinema
- Eat the Rich (1987)
- Queen of the East (1995) (televisão)
- In the Bleak Midwinter (1995)
- Muppet Treasure Island
- Spice World - The Movie
- Fanny and Elvis (1999)
- Absolument fabuleux (2001)
- Shrek 2
- L'Entente cordiale (2006)
- Coraline (2008) (voz)